# Reggenza di Seruyan
La reggenza di Seruyan (in indonesiano: Kabupaten Murung Raya) è una reggenza dell'Indonesia, situata nella provincia di Kalimantan Centrale.